# Journal asiatique

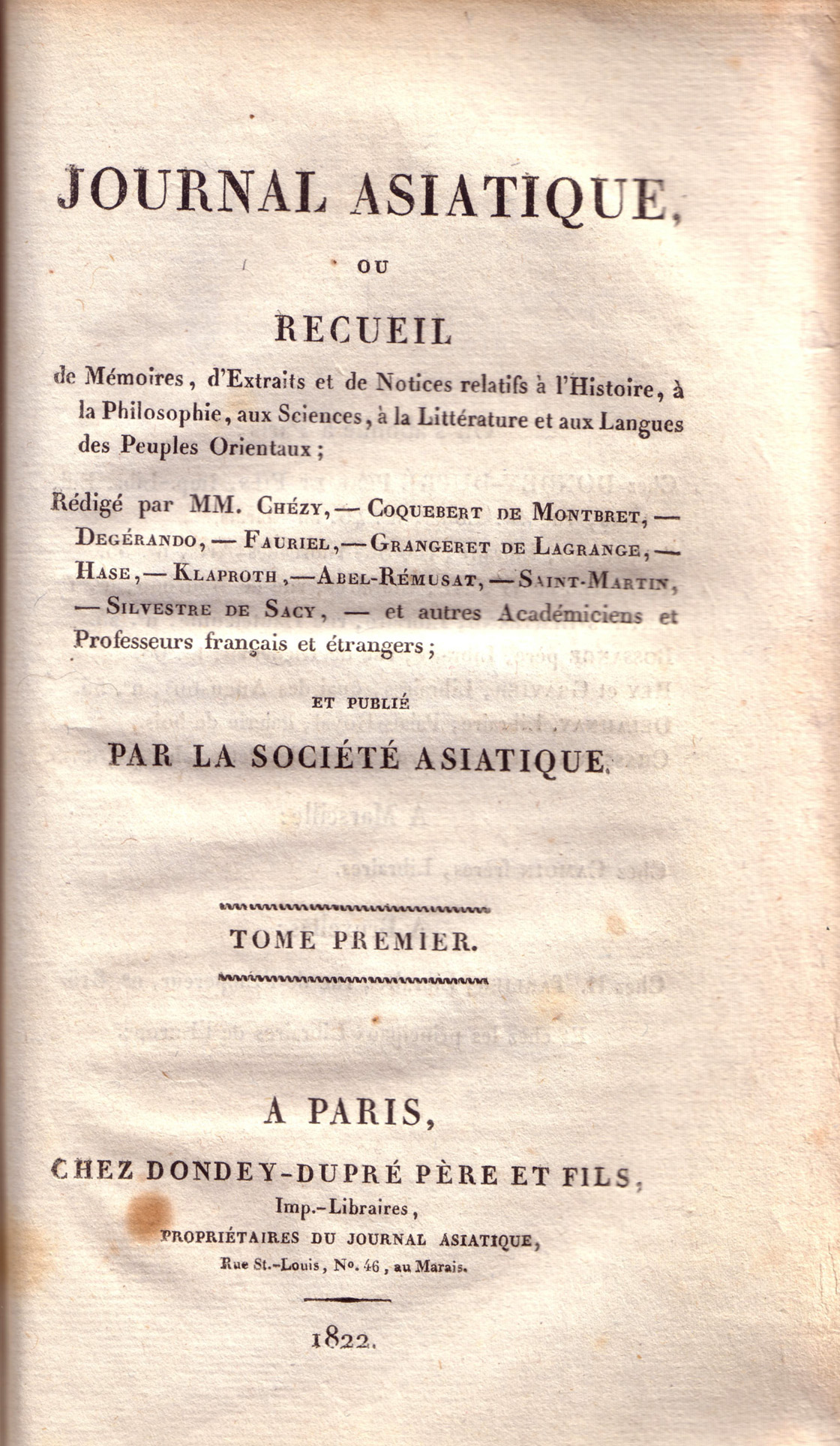
Frontespizio del primo fascicolo della rivista (1822)

Il Journal asiatique è una pubblicazione francese fondata nel 1822 dalla Société Asiatique allo scopo di promuovere gli studi orientalistici.

## Contributori
Tra i suoi contributori figurano: Antoine Bazin, Édouard Biot, Marie-Félicité Brosset, Henri de Contenson, Joseph Derenbourg, Hartwig Derenbourg, Louis Finot, Fulgence Fresnel, René Grousset, Mayer Lambert, Henri Maspero, Paul Masson-Oursel, Adolf Neubauer, Robert des Rotours, Antoine-Jean Saint-Martin, Rolf Stein, Melchior de Vogüé e altri ancora.
Il Journal asiatique compare senza interruzioni dall'epoca della sua creazione. Oggi ha cadenza semestrale ed è pubblicato col contributo del CNRS.
Tra i redattori del Journal asiatique, dal 1822 ai nostri giorni, figurano:
- Antoine-Jean Saint-Martin (1822-1832)
- Grangeret de Lagrange (1832-1858)
- Jules Mohl (1858-1876)
- Charles Barbier de Meynard (1876-1892)
- Rubens Duval (1892-1908)
- Louis Finot (1908-1920)
- Gabriel Ferrand (1920-1935)
- René Grousset (1935-1946)
- Jean Sauvaget (1946-1950)
- Marcelle Lalou (1950-1967)
- James Février (1967-1972)
- Daniel Gimaret (1972-1992)
- Denis Matringe (1993-2001)
- Cristina Scherrer-Schaub (2001-2008)
- Gérard Colas (2008-2011)